# Marie Hloušková
Marie Hloušková (2. ledna 1895 Čáslav – 29. června 1940 Brno) byla česká operní a koncertní zpěvačka (altistka) a pedagožka.

## Život

### Počátky kariéry
Marie Hloušková se narodila 2. 1. 1895 v Čáslavi v dnešním Středočeském kraji. V Praze později začala brát soukromé hodiny zpěvu u klavíristky a pěvkyně, manželky skladatele Oskara Nedbala, Marie Nedbalové. Později studovala na pražské konzervatoři u operního pěvce a pedagoga Egona Fuchse. Právě v hlavním městě se již během 1. světové války uskutečnilo několik jejích koncertů. Nejvýrazněji se však profilovala coby operní pěvkyně.

### Opera
Již v roce 1920 získala Marie Hloušková své první angažmá. Domovskou scénou se jí stala opera Slovenského národného divadla v Bratislavě. Na počátku sezóny 1920/1921 došlo v divadle k personálním změnám na postu šéfdirigenta opery, kterým se stal Milan Zuna. Z jeho vedení vyplynuly výrazné změny ve fungování scény. K jejich realizaci potřeboval Zuna výrazně větší soubor, v rámci jehož rozšiřování získala angažmá coby sólistka mimo jiné i Marie Hloušková. Již v následující sezóně (tj. 1921/1922) se však vedení opery začalo potýkat s nedostatkem financí, což vedlo jak ke snížení kvality nových inscenací, tak i k přetěžování umělců. Tyto problémy vyústily v odchod několika členů souboru, mezi nimiž byla na počátku sezóny 1922/1923 i Marie Hloušková.
Po odchodu ze Slovenského národného divadla se Hloušková vrátila do Prahy. Mezi roky 1922 a 1923 zde účinkovala v inscenacích Nového německého divadla (dnešní Státní opera).
Již na konci roku 1922 hostovala Marie Hloušková v Národním divadle v Brně v inscenaci Eugen Oněgin, kde ztvárnila roli statkářky Láriny. Ještě tutéž sezónu (1922/1923) do opery Národního divadla v Brně nastoupila do stálého angažmá. V této době byl uměleckým šéfem opery dirigent František Neumann, který se výrazným způsobem podílel na zkvalitnění repertoáru, technické stránky inscenací i obecné popularizaci opery v Brně. Za doby jeho vedení se soubor rozrostl hned o několik sólistů. Nově příchozí Marie Hloušková se tak díky svému technicky i herecky kvalitnímu zpěvu zařadila mezi přední sólisty, jakými byli např. Alba Sehnalová, Hana Pírková, Božena Snopková, Valentin Šindler, Antonín Pelcl nebo Zdeněk Otava. V Brně působila Hloušková až do sezóny 1934/1935, kdy svou operní kariéru ve věku pouhých 40 let ukončila. Důvodem bylo dlouhodobé, blíže nespecifikované onemocnění. O pět let později, 29. 6. 1940, v Brně zemřela.

### Koncertní činnost
Vedle své bohaté operní činnosti se rovněž věnovala koncertním vystoupením. Tuto dráhu započala již během svých studií v Praze. Zde mimo jiné vystoupila například jako sólistka na několika koncertech České filharmonie. Během svého angažmá na Slovensku koncertovala při Hudobnej škole v Bratislavě (dnešní Konzervatoř), kde současně působila jako pedagožka na Umelecké besede Slovenska. Nejpočetnější jsou však záznamy popisující její brněnskou etapu. V období působení Hlouškové v opeře Národního divadla v Brně zavedl její tehdejší umělecký šéf František Neumann, ve snaze rozšířit povědomí o opeře, abonentní symfonické koncerty. Jakkoli nevýrazný zájem ze strany veřejnosti o ně v dané éře byl, z globálního hlediska daly vzniknout spolupráci operní scény Národního divadla v Brně s Brněnskou besedou. Právě pod její záštitou provozovala své koncerty i Marie Hloušková. Účinkovala zde mimo jiné v kantátách Antonína Dvořáka, Glagolské mši Leoše Janáčka nebo oratoriu Svatý Václav Josefa Bohuslava Foerstra. Díky iniciativě nového dirigenta Brněnské besedy Jaroslava Kvapila značně vzrostla obliba těchto koncertů. I díky tomu se soubor např. se zmiňovanou Glagolskou mší dostal v roce 1929 na mezinárodní hudební festival v Ženevě. Vedle Brněnské besedy vystupovala Hloušková i na premiérových koncertech autorů hudby Klubu moravských skladatelů.

### Pedagogická činnost
Již od počátku své operní dráhy se vedle aktivního účinkování v divadle věnovala rovněž výuce zpěvu. V období svého prvního angažmá v Bratislavě (1920–1922) pedagogicky působila na tamější Hudobnej škole. Po odchodu z angažmá učitelskou činnost přerušila. Vrátila se k ní až v Brně, kde sama založila soukromou hudebně zaměřenou školu.
Mezi její studenty patřili například Růžena Hořáková, Josef Válka nebo Jaroslav Hromádka. Zajímavé jsou však i vzájemné spojitosti mezi studenty, potažmo jejich další spolupráce s Hlouškovou. Například Růžena Hořáková v roce 1934 nazkoušela hospodyni Marceliny v Rossiniho Lazebníku sevillském. V této roli se pak se svou pedagožkou alternovala. S Jaroslavem Hromádkou Hlouškovou pojí společný pěvecký pedagog. Stejně jako Hlouškové i Hromádkovi byl pěveckým lektorem Egon Fuchs. Naopak Hromádkův otec, skladatel Antonín Hromádka, byl prvním učitelem Josefa Války. Na Slovensku byli jejími žáky například sestry Oľga a Milina Kraftovy, které se později věnovaly zejména lidové hudbě.

## Charakteristické prvky pěveckého projevu
V odborné literatuře lze nalézt informace zdůrazňující nesporné pěvecké kvality Hlouškové. Vyzdvihována je jednak technická dokonalost jejího zpěvu, jednak její herecké propracování rolí. Z pramenů vyplývá, že velký důraz kladla ve svých pojetích na zobrazení psychického rozpoložení postav. Díky svému širokému hereckému rejstříku tak získávala role napříč charakterovými typy. V čem se však popis liší, je zařazení druhu hlasu Marie Hlouškové. Zatímco v Postavách brněnského jeviště oceňují autoři „temně zabarvený alt“, v Českém hudebním slovníku osob a institucí je možné nalézt označení „pěvkyně-altistka a mezzosopranistka“. Nejednoznačnost signalizuje i výčet rolí, který obsahuje jak postavy komponované pro alt, tak pro mezzosoprán. Avšak rozdělení jednotlivých typů hlasů nemá pevné hranice, a tudíž je možné, že ve vyšších pasážích Hloušková, byť altistka, obsáhla i mezzosopránový rozsah.

## Výběr rolí

### Slovenské národné divadlo[15]
| Role         | Titul            | Skladatel       | Rok uvedení | Poznámka                |
| ------------ | ---------------- | --------------- | ----------- | ----------------------- |
| Stará Veruna | V studni         | Vilém Blodek    | 1920        | uvedena ještě jako host |
| Rychtářka    | Její pastorkyňa  | Leoš Janáček    | 1920        |                         |
| Háta         | Prodaná nevěsta  | Bedřich Smetana | 1921        |                         |
| Suzuki       | Madame Butterfly | Giacomo Puccini | 1921        |                         |
| Mercedes     | Carmen           | Georges Bizet   | 1921        |                         |
| Rosetta      | Manon Lescaut    | Jules Massenet  | 1922        |                         |

### Národní divadlo v Brně[16]
| Role              | Titul                           | Skladatel               | Rok uvedení | Poznámka                                     |
| ----------------- | ------------------------------- | ----------------------- | ----------- | -------------------------------------------- |
| Lárina, statkářka | Eugen Oněgin                    | Petr Iljič Čajkovskij   | 1922        |                                              |
| Rychtářka         | Její pastorkyňa                 | Leoš Janáček            | 1924        |                                              |
| Carmen            | Carmen                          | Georges Bizet           | 1924        |                                              |
| Amneris           | Aida                            | Giuseppe Verdi          | 1924        |                                              |
| Czipra            | Cikánský baron                  | Johann Strauss          | 1925        | opereta                                      |
| Ortruda           | Lohengrin                       | Richard Wagner          | 1926        |                                              |
| Klytaimnestra     | Elektra                         | Richard Strauss         | 1927        |                                              |
| Emilia            | Otello                          | Giuseppe Verdi          | 1928        |                                              |
| Kateřina Ivanovna | Bratři Karamazovi               | Otakar Jeremiáš         | 1929        |                                              |
| Marcellina        | Figarova svatba                 | Wolfgang Amadeus Mozart | 1930        |                                              |
| Hraběnka          | Piková dáma                     | Petr Iljič Čajkovskij   | 1931        |                                              |
| Herodias          | Salome                          | Richard Strauss         | 1932        |                                              |
| Kmotřička Smrt    | Kmotřička                       | Rudolf Karel            | 1933        | původní opera, kompletní obsazení není známo |
| Čarodějnice       | Rusalka                         | Antonín Dvořák          | 1934        |                                              |
| Matka Boží        | Mariken z Nimégue (Hry o Marii) | Bohuslav Martinů        | 1935        |                                              |

Podle archivních záznamů jednotlivých divadel je zřejmé, že Marie Hloušková některé role sehrála v různých pojetích nejen napříč divadelními scénami, ale i ve vícero nastudování v rámci jednoho divadla. Za všechny je možné uvést například roli Rychtářky v Její pastorkyni Leoše Janáčka, kterou ztvárnila jak během svého působení ve Slovenském národním divadle (sezóna 1920/1921), tak i ve třech zpracováních Národního divadla v Brně (sezóny 1924/1925; 1926/1927 a 1933/1934), roli Veruny v opeře V studni, rovněž na obou výše zmiňovaných scénách, případně Čarodějnici z Rusalky, kterou nastudovala jednou v Novém německém divadle a dvakrát v Národním divadle v Brně.